# اقلیت‌ها در ترکیه

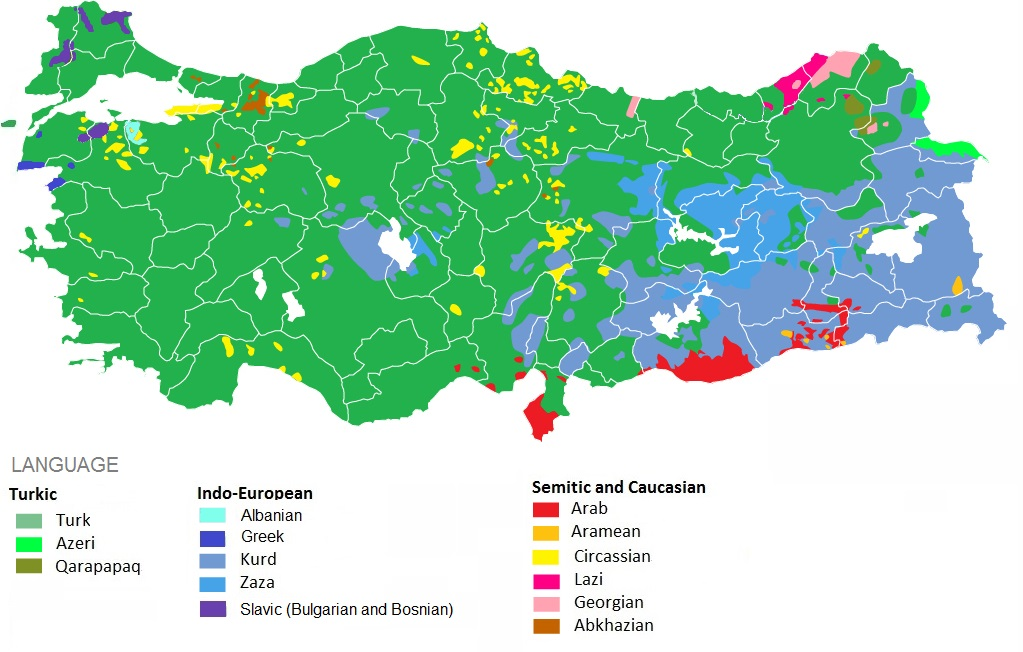
نقشه اقوام در ترکیه: بیش‌ترین جمعیت در بخش سبز مربوط به ترک‌ها، در بخش آبی مربوط به کردها و در بخش قرمز مربوط به عرب‌ها است.

اقلیت‌ها در ترکیه (انگلیسی: Minorities in Turkey) یک بخش قابل توجهی از جمعیت ترکیه را تشکیل می‌دهد به‌طوری‌که تخمین زده می‌شود که حداقل سی تا چهل درصد از توده مردم ترکیه (حدود ۲۵ تا ۳۲ میلیون نفر در سال ۲۰۱۷)، به یکی از اقلیت‌های قومی تعلق دارند. به طرز مشکوکی مقدار اقلیت‌های قومی توسط دولت ترکیه کم در نظر گرفته می‌شود به‌طوری‌که حدود ۶ میلیون نفر از کردهایی که به زبان ترکی صحبت می‌کنند را ممکن است ترک در نظر بگیرند. بسیاری از آلبانیایی‌ها، یونانی‌های پونتیک، کردها، عرب‌ها، بوسنیاک‌ها، چرکس‌ها و چچن‌ها به‌طور معمول و بر طبق قانون قومیت ترکیه (Ethnic Turkish Law) ترک در نظر گرفته می‌شوند.
تغییر نام‌های جغرافیایی در ترکیه از سال ۱۹۱۳ میلادی تا زمان حاضر در دوران امپراتوری عثمانی و جمهوری ترکیه در فواصل معین و پیاپی در قسمت بزرگی از مناطق جغرافیایی آن خطه صورت گرفت. جمهوری ترکیه به منظور ادامه سیاست ترک سازی و تحکیم زبان اصلی (با اعلام زبان ترکی به عنوان زبان رسمی آن کشور) خود شروع به تغییر نام‌های تاریخی آن مناطق جغرافیایی کرد که منشأ آن نام‌ها از (پارسی، ارمنی، یونانی، آشوری، گرجی، بلغاری، کردی، عربی و لاز) بود به نام‌های تُرکی تغییر یافت.

## خلاصه آمار اقلیت‌های قومی
| ۱                 | آلبانی                | ۱,۵۰۰,۰۰۰  | ۵,۰۰۰,۰۰۰         | آلبانیایی‌ها در ترکیه / آلبانیایی‌ها                         |           |           |                            |
| ۲                 | بوسنی و هرزگوین       | ۱۰۰,۰۰۰    | ۲,۰۰۰,۰۰۰         | بوسنیایی‌های ترکیه / بوسنیایی‌ها                             |           |           |                            |
| ۳                 | بلغارستان             | ۳۵۰,۰۰۰    | ۷۵۰,۰۰۰           | بلغارهای ترکیه / بلغارهای پوماک در ترکیه / بلغارها         |           |           |                            |
| ۴                 | یونان                 | ۲,۰۰۰      | ۳۰,۰۰۰            | یونانیان ترکیه / Pontic Greeks / یونانیان قفقاز / یونانی‌ها |           |           |                            |
| ۵                 | صربستان               | ۱۵,۰۰۰     | ۶۰,۰۰۰            | صرب‌های ترکیه / صرب‌ها                                       |           |           |                            |
| ۱                 | مجموع                 | ۲,۰۰۰,۰۰۰  | ۷,۹۰۰,۰۰۰         | مردم بالکان                                                |           |           |                            |
| قفقاز             |                       |            |                   |                                                            |           |           |                            |
| ۱                 | آبخاز                 | ۶۰۰,۰۰۰    | ۶۰۰,۰۰۰           | آبخازی‌ها / آبخازی                                          |           |           |                            |
| ۲                 | ارمنستان              | ۱۵۰,۰۰۰    | ۵,۰۰۰,۰۰۰         | ارمنی‌های ترکیه / ارمنی‌های پنهان / ارمنی‌ها                  |           |           |                            |
| ۳                 | چچن                   | ۱۰۰,۰۰۰    | ۱۰۰,۰۰۰           | چچن‌های ترکیه / مردم چچن                                    |           |           |                            |
| ۴                 | Circassia             | ۱۵۰,۰۰۰    | ۷,۰۰۰,۰۰۰         | چرکس‌های ترکیه / چرکس‌ها                                     |           |           |                            |
| ۵                 | گرجستان               | ۱۰۰,۰۰۰    | ۱,۵۰۰,۰۰۰         | گرجی‌های ترکیه / گرجی‌ها                                     |           |           |                            |
| ۶                 | ترکیه                 | ۴۵,۰۰۰     | ۲,۲۵۰,۰۰۰         | لازها در ترکیه / لازها                                     |           |           |                            |
| ۲                 | مجموع                 | ۱,۱۰۰,۰۰۰  | ۱۶,۴۵۰,۰۰۰        | قفقازی‌های ترکیه / قفقازی‌ها                                 |           |           |                            |
| آسیای میانه       |                       |            |                   |                                                            |           |           |                            |
| ۱                 | قزاقستان              | ۱۰,۰۰۰     | ۱۰,۰۰۰            | قزاق‌ها                                                     |           |           |                            |
| ۲                 | قرقیزستان             | ۱,۶۰۰      | ۱,۶۰۰             | قرقیزها                                                    |           |           |                            |
| ۳                 | تاجیکستان             | ۱,۰۰۰      | ۱,۰۰۰             | تاجیک‌ها                                                    |           |           |                            |
| ۴                 | ترکمنستان             | ۱,۵۰۰      | ۱,۵۰۰             | ترکمن‌ها                                                    |           |           |                            |
| ۵                 | ترکستان شرقی          | ۵۰,۰۰۰     | ۵۰,۰۰۰            | اویغورها                                                   |           |           |                            |
| ۶                 | ازبکستان              | ۴۵,۰۰۰     | ۴۵,۰۰۰            | ازبک‌ها                                                     |           |           |                            |
| ۳                 | مجموع                 | ۱۲۰,۰۰۰    | ۱۲۰,۰۰۰           | مردم آسیای میانه                                           |           |           |                            |
| ترک‌ها             |                       |            |                   |                                                            |           |           |                            |
| ۱                 | جمهوری خودمختار کریمه | ۱۵۰,۰۰۰    | ۶,۰۰۰,۰۰۰         | تاتارهای کریمه در ترکیه / تاتارهای کریمه                   |           |           |                            |
| ۲                 | کاراچای-چرکسیا        | ۲۰,۰۰۰     | ۲۰,۰۰۰            | کاراچای‌ها                                                  |           |           |                            |
| ۳                 | ترکیه                 | ۴۰,۰۰۰     | ۷۵,۰۰۰            | Meskhetian Turks                                           |           |           |                            |
| ۴                 | مجموع                 | ۷۴۰,۰۰۰    | ۶,۸۹۵,۰۰۰         | ترک‌ها                                                      |           |           |                            |
| مردمان ایرانی‌تبار |                       |            |                   |                                                            |           |           |                            |
| ۱                 | ایران                 | ۵۰۰,۰۰۰    | ۶۵۰,۰۰۰           | ایرانیان مقیم خارج / فارس‌ها                                |           |           |                            |
| ۲                 | اقلیم کردستان عراق    | ۱۳,۰۰۰,۰۰۰ | ۲۳,۰۰۰,۰۰۰        | کردهای ترکیه / مردم کرد / کردستان ترکیه /                  |           |           |                            |
| ۳                 | اقلیم کردستان عراق    | ۱,۰۰۰,۰۰۰  | ۳,۰۰۰,۰۰۰         | کردهای زازا / زازاها / زبان‌های زازا-گورانی                 |           |           |                            |
| ۴                 | اوستیای شمالی-آلانیا  | ۵۰,۰۰۰     | ۵۰,۰۰۰            | اوستیایی‌ها در ترکیه / مردم آسی                             |           |           |                            |
| ۵                 | جمهوری آذربایجان      | ۵۳۰,۰۰۰    | ۸۰۰,۰۰۰           | آذری‌های ترکیه / آذری‌ها                                     |           |           |                            |
| مجموع             | 15,300,000            | 31,750,000 | مردمان ایرانی‌تبار |                                                            |           |           |                            |
| اروپایی‌ها         |                       |            |                   |                                                            |           |           |                            |
| ۱                 | هلند                  | 15,000     | 15,000            | Dutch people                                               |           |           |                            |
| ۲                 | آلمان                 | 50,000     | 50,000            | Germans in Turkey / Germans                                |           |           |                            |
| ۳                 | بریتانیای کبیر        | 35,000     | 35,000            | Britons in Turkey / British people                         |           |           |                            |
| ۴                 | ایتالیا               | 35,000     | 35,000            | Levantines in Turkey / Levantines (Latin Catholics)        |           |           |                            |
| ۵                 | لهستان                | 4,000      | 4,000             | Polish diaspora / Poles                                    |           |           |                            |
| ۶                 | روسیه                 | 50,000     | 50,000            | Russians in Turkey / Russians                              |           |           |                            |
| ۶                 | مجموع                 | 190,000    | 190,000           | European peoples                                           |           |           |                            |
| دیگر اقلیت‌ها      |                       |            |                   |                                                            |           |           |                            |
| ۱                 | اتحادیه آفریقا        | 100,000    | 100,000           | Afro Turks / African diaspora / Africans                   |           |           |                            |
| ۲                 | اتحادیه عرب           | 1,500,000  | 5,000,000         | Arabs in Turkey / Iraqis in Turkey / Arabs                 |           |           |                            |
| ۳                 | آشور                  | 15,000     | 65,000            | Assyrians in Turkey / Assyrian genocide / Assyrians        |           |           |                            |
| ۴                 | اسرائیل               | 15,000     | 18,000            | Jews in Turkey / Antisemitism in Turkey / Jews             |           |           |                            |
| ۵                 | مردم رومانی           | 700,000    | 5,000,000         | Romani people in Turkey / Romani people                    |           |           |                            |
| ۷                 | مجموع                 |            |                   |                                                            | 1,630,000 | 5,200,000 | Other Minorities in Turkey |
| ۳۷ گروه           | مجموع نهایی           | 21,080,000 | 68,505,000        | Minorities in Turkey                                       |           |           |                            |

## اقلیت‌های قومی

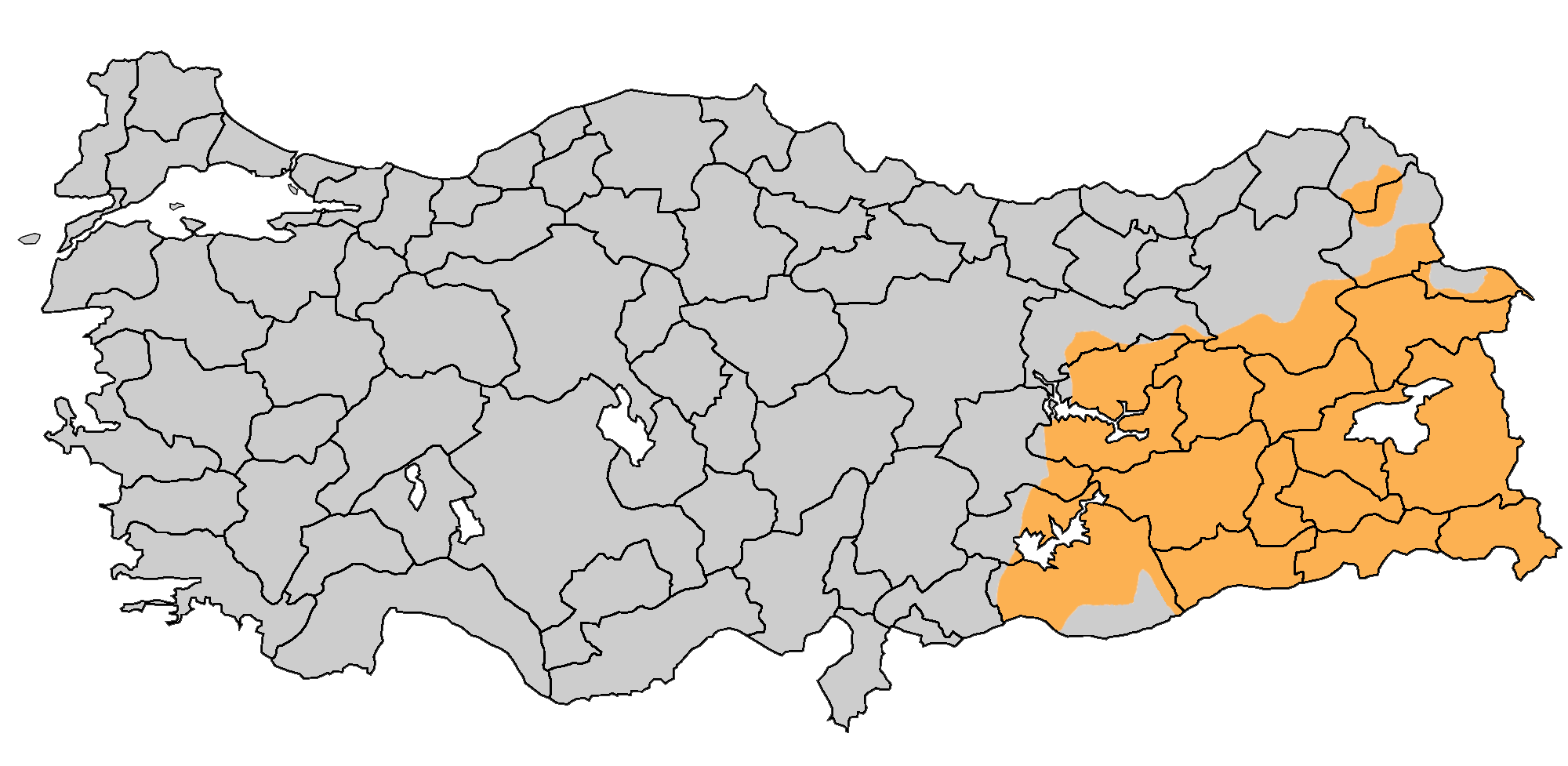
نقشهٔ مناطق کردنشین ترکیه در سال ۱۹۹۲ میلادی (بر اساس نقشهٔ سیا)

رنگ قرمز درصد جمعیت کرد نسبت به باقی جمعیت ترکیه در مناطق است (قرمز کمرنگ نشان‌گر درصد جمعیت پایین‌تر می‌باشد)

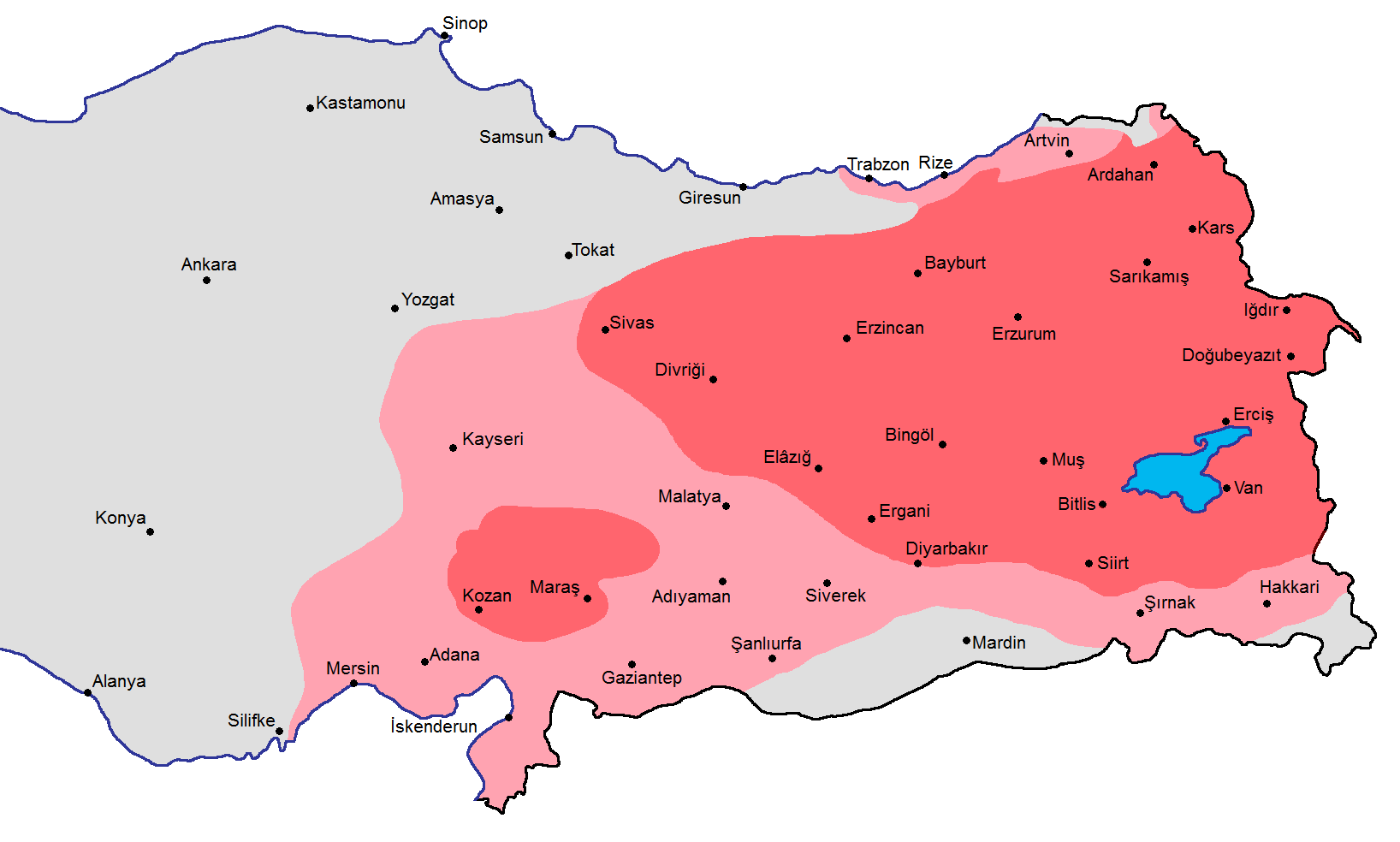
پراکندگی ارمنی‌ها در اوایل سده ۱۷ در درون مرزهای ترکیه کنونی:
با اکثریت ارمنی
با جمعیت قابل ملاحظه‌ای از ارمنی ها

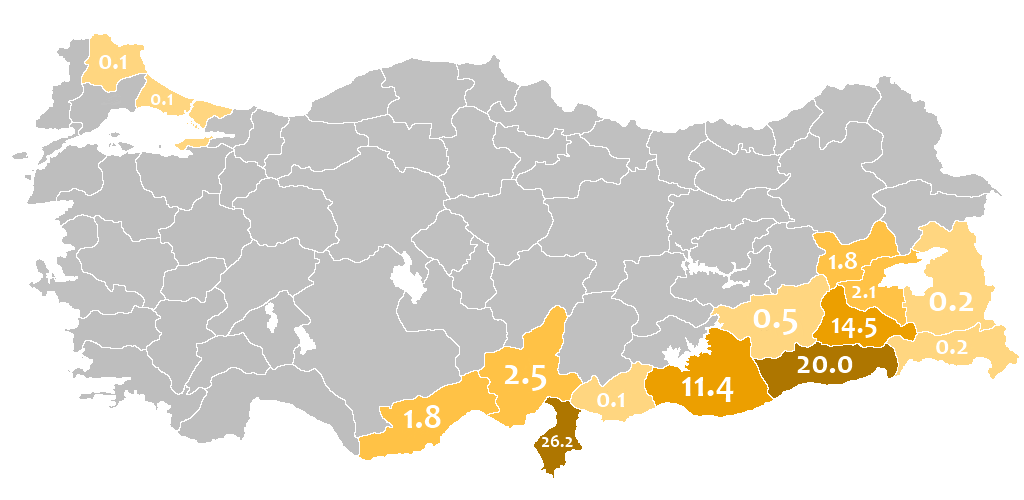
درصد زبان عربی در هر استان ترکیه در سال ۱۹۶۵ میلادی

### کردهای ترکیه
- مقاله اصلی: کردهای ترکیه

کردها در کشور ترکیه که پس از ترک ها بیشترین جمعیت ترکیه را تشکیل می‌دهند، گروهی از ترکیب جمعیتی این کشور را تشکیل می‌دهند. کردهای ترکیه در استان‌های زیادی از شرق، جنوب شرقی (کردستان ترکیه) و حتی مرکز ترکیه مستقر هستند. در برآورد ۲۰۱۲ مؤسسه آمار ترک استات (The Turkish Statistical Institute (TurkStat))، جمعیت کردهای ترکیه بیش از ۲۲ میلیون نفر (۲۲٬۶۹۱٬۸۲۴) و بیش از سی درصد از جمعیت ۷۴٬۷۰۰٬۰۰۰ نفری ترکیه را تشکیل می‌دهد. از سال ۱۹۹۰ مهاجرت اجباری از جنوب شرقی ترکیه، میلیون‌ها کرد را به شهرهایی مانند استانبول، آنکارا و ازمیر آورد. جمعیت کردها در استانبول بین ۳ تا ۴ میلیون نفر تخمین زده می‌شود (سال ۱۹۹۷). همچنین طبق تخمین دیگری جمعیت کردها در استانبول، آنکارا، ازمیر و سایر شهرهای بزرگ (به جز استان‌های کردنشین ترکیه) در حدود ۳۵ درصد کل جمعیت کردهای ترکیه است که چیزی حدود ۶ تا ۸ میلیون می‌باشد.

### زازاهای ترکیه
- مقاله اصلی: مردم زازا

کردهای زازا یا چنانچه خود می‌گویند دملکی گروهی از کردها هستند که عمدتاً در آناطولی شرقی، در ناحیه درسیم (امروزه تونجلی) میان ارزنجان در شمال و مرادسو در جنوب و در شرقی‌ترین بخش ناحیه تاریخی ارمنستان علیا زندگی می‌کنند. ایشان همچنین در بینگول، موش، و استان بدلیس و اطراف دیاربکر، سیورک و سیواس یافت می‌شوند. تقریباً تمام زازاها خود را کرد می‌دانند. همچنین حدود سیصدهزار دملکی در اروپای غربی زندگی می‌کنند که بعضاً پناهندگان سیاسی هستند. جمعیت دملکی‌ها در حال حاضر نامشخص است اما به‌طور حدودی ۳ تا ۴ میلیون نفر برآورد می‌شود.
حمزه اصفهانی در کتاب سنی ملوک الارض و الانبیا می‌نویسد: پارسیان، دیلمیان (یکی از گروه‌های مهم ایرانی‌زبان) را کردهای طبرستان می‌دانستند - چنان‌که اعراب آن‌ها را کردهای سورستان.

### ارمنی‌های ترکیه
- مقاله اصلی :ارمنی‌های ترکیه
- مقاله مرتبط :نسل‌کشی ارمنی‌ها
- مقاله مرتبط :ارمنی‌های پنهان
- مقاله مرتبط :همشین‌ها

ارمنی‌های ترکیه که به معنای (پولساهایر به زبان ارمنی Պոլսահայեր) معادل با ارمنیان استانبول هم می‌باشند جمعیتی از ۴۰۰۰۰ تا ۷۰۰۰۰ نفر تخمین زده می‌شوند (این آمار، ارمنی‌های حمشین و ارمنی‌های کریپتو یا پنهان را در بر نمی‌گیرد) و اکثراً در اطراف استانبول متمرکزند. در طول سده ۱۹ میلادی توسط امپراتوری روسیه، شش ولایت ارمنی ترکیه اشغال شد. از سال ۱۸۹۰ میلادی تا ۱۹۲۳ میلادی توسط دولت عثمانی (نسل‌کشی ارمنی‌ها) و بعد از تأسیس رژیم جمهوری ترکیه توسط مصطفی کمال آتاتورک به‌طور سیستماتیک ارمنیان از ساکن در سرزمین‌های آبا و اجدادی خود اخراج یا کشته شده‌اند و ارمنیان با سیاست دولت کمالی مبنی بر ایجاد وطن خالص تُرک در نواحی شرقی ترکیه که هنوز تعدادی از ارمنی‌ها در آنجا ساکن بودند روبرو شدند و این سیاست را آتاتورک در همان اوایل ایجاد نظام جمهوری با مهاجرت دادن تُرک‌های ساکن بلغارستان و یوگسلاوی به مرزهای شرقی آناتولی برای تقویت تُرک‌های آن نواحی عملی کرد.
میراث فرهنگی ارمنیان در ترکیه به‌طور عمده نابود شد. اگرچه عملاً هیچ ارمنی در آن منطقه زندگی نمی‌کند ولی تعداد نامعلومی از افراد با اصلیت ارمنی در ترکیه وجود دارند که امروزه از تبار خود آگاه نبوده و چیزی حدود ۳۰۰۰۰۰ نفر هستند که ارامنهٔ نهانی هستند که مسیحیان کریپتو یا پنهان (ارمنی‌های پنهان) نامیده می‌شوند.

### عرب‌های ترکیه
- مقاله اصلی :عرب‌های ترکیه

عرب‌های ترکیه یکی از اقوام ساکن این کشورند که کمتر از یک درصد جمعیت کشور ترکیه را تشکیل می‌دهند. جمعیت ترکیه بالغ بر ۸۰ میلیون نفر می‌باشد. البته با توجه به جنگ عراق و سوریه تخمین‌های سال ۲۰۱۷ تعداد عرب‌ها در ترکیه را ۲ تا ۵ میلیون نفر هم تخمین زده‌اند. بعضی از عرب‌ها در ترکیه سابقهٔ حضور قدیمی تری نسبت به قبایل ترک که از آناتولی مهاجرت کردند دارند. این عرب‌ها در جنوب شرق ترکیه ساکن شدند که این منطقه به نام قبیلهٔ بکر ابن وائل دیار بکر نامگذاری شد. این قبیله از حدود ماردین تا کوه طور و حتی جزیرهٔ ابن عمر متمرکز شدندکه این مناطق در واقع مثلث بین عراق ترکیه و سوریه می‌باشد. عرب‌های ترک در استان‌های ختای، استانبول، ماردین، مرسین، شرناق، شانلی‌اورفا، آدانا و باتمان سکونت دارند. منطقهٔ اسکندرون سوریه با اکثریت قبایل عربی ساکن در آن هم در سال ۱۹۳۹از سوریه جدا و به ترکیه ضمیمه شد و تا به الان قبایل بدوی در دو طرف مرز این دو کشور زندگی می‌کنند. دولت ترکیه با اجبار تعلیم زبان ترکی وبر کل اقلیات من جمله عرب‌های ترکیه و حتی تغییر نام‌های مناطق سکونت از عربی به ترکی خواهان از بین بردن فرهنگ این مردم می‌باشد با این وجود اکثر عرب‌ها در این مناطق هنوز به زبان مادری سخن می‌گویند زبانی که با ورود لغات ترکی در حال تغییر می‌باشد.

### آذری‌های ترکیه
- مقاله اصلی :آذری‌های ترکیه

آذری‌های ترکیه (به ترکی آذربایجانی: Türkiyə azərbaycanlıları) گروهی از مردم آذری و از اقوام ساکن در ترکیه با جمعیت ۵۳۰٬۰۰۰ نفری هستند، و شامل دو دسته می‌شوند؛ گروه اول افراد بومی ترکیه هستند که در مرزهای همجوار با جمهوری آذربایجان و ایران سکونت دارند. گروه دوم مهاجران، تاجران، دانشجویان و پناهندگان سیاسی هستند که عمدتاً از کشورهایی نظیر ایران و جمهوری آذربایجان به ترکیه کوچ کرده‌اند.

### لازهای ترکیه
- مقاله اصلی :لازها

لازها (به لازی ლაზი یا ლაზეფე لازپه) یک گروه قومی از مردمان کارتولی و بومیان سواحل دریای سیاه در مرز دو کشور گرجستان و ترکیه هستند. لازها یکی از قبایل اصلی پادشاهی باستانی کولخیس هستند. در ابتدا بسیاری از لازها مسیحی شدند و سپس بیشتر آن‌ها در دوران حکومت عثمانی‌ها در قفقاز در قرن ۱۶ میلادی به اسلام سنی گرویدند. همچنین گروه اندکی در گرجستان نیز از دین مسیحیت به اسلام روی آوردند. لازهای ترکیه به گروه اصلی تقسیم می‌شوند. یکی لازهای بومی استان‌های شرقی ترکیه در کرانه دریای سیاه که پیش‌تر لازستان نامیده می‌شد (اکنون استان‌های ریزه و آرتوین) و گروه دیگر لازهایی هستند که در قرن نوزدهم میلادی از روسیه گریختند و در آداپازاری، ساپانکا، یالووا و بورسا در مناطق غرب و شرق دریای سیاه و مرمره ساکن شدند. لازها به زبان لازی سخن می‌گویند که مانند گرجی از زبان‌های کارتولی محسوب می‌شود. هویت لازها در گرجستان تا حد زیادی با هویت گرجی یکسان شده‌است و اصطلاح لاز در گرجستان بیشتر به معنی منطقه‌ای آن اشاره دارد که اصولاً منطقه آجاریا را در بر می‌گیرد. در سال ۱۹۷۰ میلادی جمعیت لازها ۲۰۲ هزار نفر تخمین زده شده بود که ۲۰۰ هزار نفر در ترکیه و ۲ هزار نفر در گرجستان ساکن بودند. در سال‌های اخیر تخمین جمعیت آن‌ها در ترکیه بین ۵۰۰٬۰۰۰ تا ۱٬۶۰۰٬۰۰۰ میلیون نفر متغیر بوده‌است.

### چرکس‌های ترکیه
- مقاله اصلی :چرکس‌ها در ترکیه

چرکس‌ها در ترکیه (ترکی استانبولی: Türkiye'deki Çerkesler) یکی از بزرگ‌ترین اقلیت‌های قومی در ترکیه هستند که بین ۱۳۰٬۰۰۰ هزار نفر تا ۲٬۰۰۰٬۰۰۰ تا ۵٬۰۰۰٬۰۰۰ تا ۷٬۰۰۰٬۰۰۰ میلیون نفر تخمین زده می‌شوند. آبازین‌ها و آبخازی‌ها نزدیک‌ترین گروه‌های قومی به چرکس‌ها هستند که به‌طور معمول بخشی از چرکس‌ها در نظر گرفته می‌شوند. پس از شکست عثمانی‌ها در قفقاز از روسیه و امضاء عهدنامه آدریانوپل در ۱۲۴۵/۱۸۲۹ چرکس‌ها تا سال ۱۲۸۱/۱۸۶۴ مقاومت زیادی در برابر روس‌ها کردند و بنا بر گزارش‌های عثمانی ۵۹۵٬۰۰۰ چرکس در میان سال‌های ۱۲۷۲/۱۸۵۶ و ۱۲۸۱/۱۸۶۴ منطقه بومی خود در قفقاز را ترک کرده و به آناتولی و روملی مهاجرت کردند. در زمان عثمانیان، به‌ویژه در سدهٔ ۱۷ میلادی، بردگان چرکس به مناصب بالایی در دستگاه حکومتی عثمانی رسیدند.
پس از آن دوره، نوادگان این موج عظیم مهاجران چرکس (و لاز و غیره) به تدریج ترک‌زبان شده به‌طوری‌که شمار بزرگی از مردم ترک‌زبان ترکیه امروزی از تبار آسیانی (چرکس و لاز و گرجی…) هستند. بر پایه سرشماری سال ۱۹۴۵ در ترکیه، تنها ۶۶٬۶۹۱ چرکس هنوز به زبان چرکسی صحبت می‌کردند. در سرشماری سال ۱۹۶۵ میلادی، زبان چرکسی زبان اول ۵۸٬۳۳۹ نفر و زبان دوم ۴۸٬۶۲۱ نفر از شهروندان ترکیه‌ای بود که در استان‌های قیصریه، توقات و قهرمان مرعش بیش‌ترین پراکندگی را داشتند.

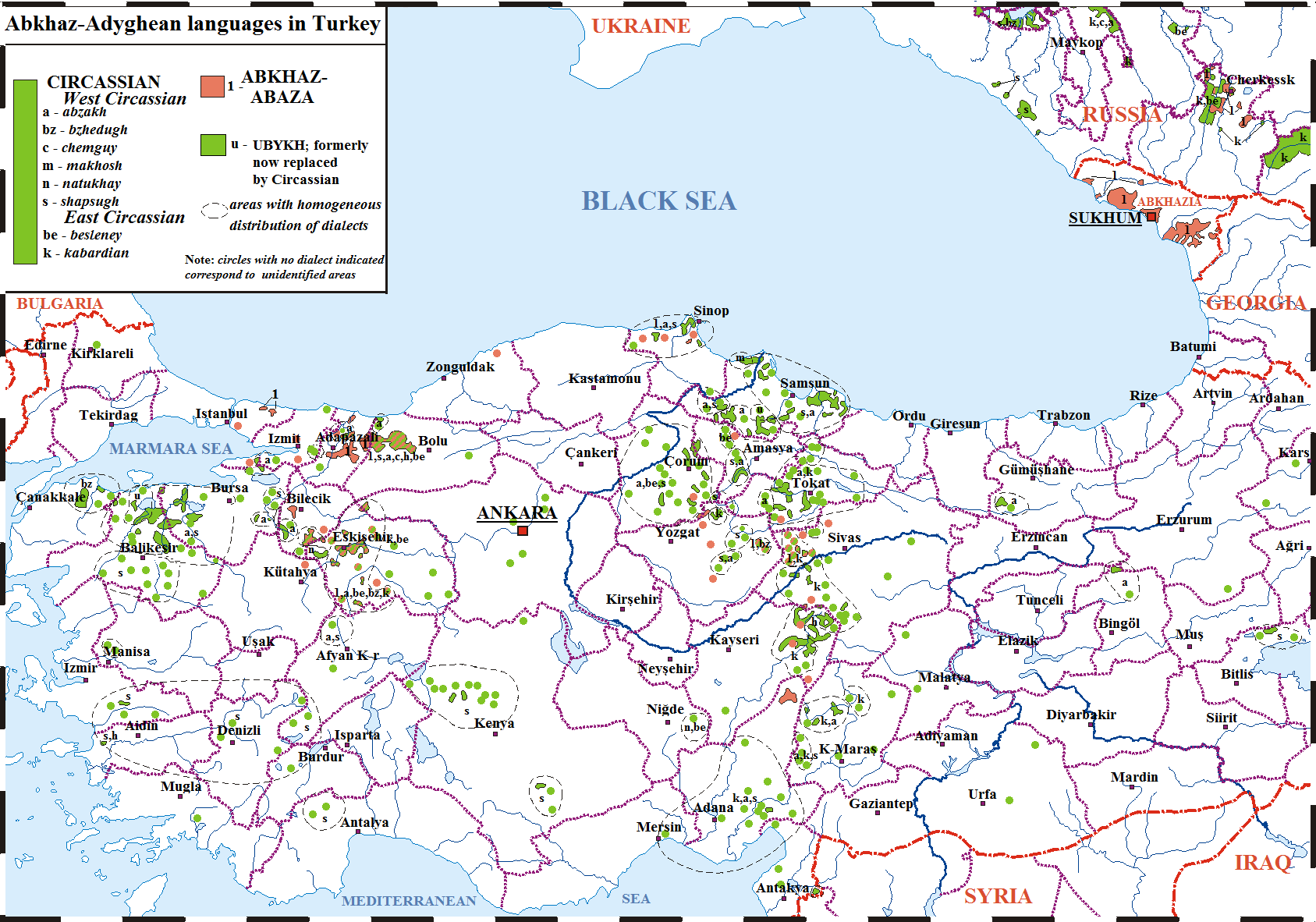
پراکندگی چرکس‌ها در ترکیه

### آبخازهای ترکیه
- مقاله اصلی :مردم آبخازی

مردم آبخازی (گرجی: აფხაზები) مردم بومی سرزمینی در گرجستان در غرب قفقاز و کرانهٔ شرقی دریای سیاه بنام جمهوری آبخاز با یک نژادی قفقازی هستند. جمعیت بزرگ مهاجر آبخازی ساکن در ترکیه، به دلیل مهاجرت‌ها در اواخر قرن ۱۹ میلادی بوده‌است. جمعیت آن‌ها در ترکیه بین ۳۹٬۰۰۰ تا ۵۰۰٬۰۰۰ هزار نفر تخمین زده می‌شود.

### آبازین‌های ترکیه
- مقاله اصلی :آبازین‌ها

آبازین‌ها (روسی: [Абазины] Error: {{Lang}}: متن دارای نشانه‌گذاری ایتالیک است (راهنما)) یک گروه قومی از شمال غربی قفقاز هستند و نزدیک‌ترین گروه به آبخازها و چرکس‌ها هستند. آن‌ها در ترکیه، مصر و در مناطق قره‌چای و چرکس، سرزمین استاوروپول و قفقاز شمالی روسیه زندگی می‌کنند. جمعیت آن‌ها در ترکیه بین ۱۵ تا ۵۰ هزار نفر تخمین زده می‌شود.

### آسی‌های ترکیه
- مقاله اصلی :آسی‌ها در ترکیه

آسی‌ها یا آس‌ها گروهی از مردم منطقهٔ قفقاز هستند. ایشان خویش را ایرَتّه می‌خوانند.
«ایر» به معنی ایرانی و آریایی و -ته پسوند جمع در زبان‌های سغدی، آسی و یغنابی است. آسی‌ها در نیمه راه بخش عمده رشته‌کوه قفقاز، زندگی می‌کنند و تنها راه کوهستانی به نام گردنه در الان از میان آن می‌گذرد؛ بنابراین، از میان طوایف قفقازی، آسی‌ها هستند که در شمال و جنوب، و در دو سوی رودخانه زندگی می‌کنند. عده‌ای هم در دشت تِرِک، اقامت دارند. به زبان آسی سخن می‌گویند. زبان آن‌ها جزئی از شاخهٔ خاوری زبان‌های ایرانی است. این زبان از خانوادهٔ زبان‌های شرقی ایرانی است و با زبان‌های یغنابی رابطهٔ نزدیک دارد. این زبان را ادامهٔ زبان سکایی می‌دانند. حدود ۳۷ هزار آسی در ترکیه زندگی می‌کنند. طبق تخمین‌های دیگر جمعیت آسی‌ها در ترکیه ۲۰ هزار نفر تا ۱۰۰ هزار نفر تخمین زده می‌شود.

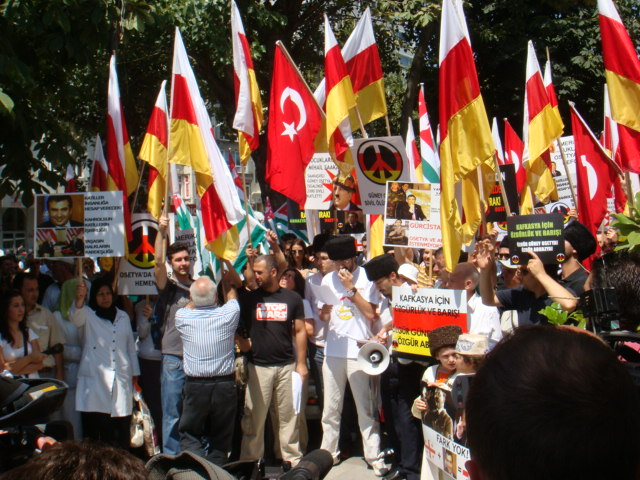
Ossetians and other Caucasian diaspora members protesting against Georgia during the 2008 South Ossetia war (August 13, 2008, Istanbul)

### چچنی‌های ترکیه
- مقاله اصلی :چچنی‌ها در ترکیه

چچنی‌ها در ترکیه (انگلیسی: Chechens in Turkey) شهروندان ترکیه‌ای هستند که از چچن سرچشمه می‌گیرند و از پناهندگان چچنی هستند که در ترکیه زندگی می‌کنند. در سال ۲۰۰۹ جمعیت آن‌ها حدود ۱۰۰ هزار نفر تخمین زده شده‌است.

### ایرانی‌های ترکیه
- مقاله اصلی :ایرانیان ترکیه

ایرانیان ترکیه (به ترکی استانبولی: Türkiye İranlilari) یک گروه قومی مهاجر در ترکیه با ملیت ایرانی که در گذر زمان به ترکیه مهاجرت کرده‌اند یا در ترکیه از والدینی ایرانی زاده شده‌اند. ترکیه به دلیل همسایگی با ایران و دارا بودن خط مشی تا حدودی مشترک در زمینه فرهنگ، اقوام و دین؛ همواره یکی از گزینه‌های مهاجرت از سوی ایرانیان می‌باشد؛ که همین امر نیز باعث شده‌است علاوه بر سفارت ایران در آنکارا، در سه شهر دیگر این کشور از قبیل استانبول، ارزروم و ترابوزان کنسولگری‌هایی از ایران در مقابل سفارت ترکیه در تهران، کنسولگری ترکیه در تبریز و در ارومیه نیز ایجاد شود.
از نخستین مهاجرت ایرانیان مربوط به آذری‌های ایران می‌باشد که به بعد از فروپاشی حکومت خودمختار آذربایجان؛ سیاسیون آذری آن دوران به ترکیه پناهنده شدند و مهاجرت‌های سیاسی هم‌اکنون نیز از ایران در حال افزایش می‌باشد، ترکیه بعد از بریتانیا دومین مقصد پناهجویان ایرانی به‌شمار می‌رود؛ که سالانه ۲٬۶۵۰ پناهجوی جدید وارد خاک این کشور می‌شود. بین سال‌های ۱۹۹۹ و ۲۰۰۶ ایرانیان همواره بالاترین تعداد پناهجویان را در ترکیه تشکیل می‌دادند. مهاجرت ایرانیان در زمینه تحصیل نیز چشمگیر می‌باشد به‌طوری‌که همه ساله جوانان و دانشجویان زیادی به امید تحصیل در این کشور به ویژه مناطق آذری‌نشین ایران راهی ترکیه می‌شوند. شهروندان یهودی ایرانی نیز به دلیل نبود سفارت اسرائیل در تهران، برای رفت‌وآمد و مهاجرت به اسرائیل از سفارتخانه‌های این کشور در ترکیه بهره می‌گیرند.
ایرانیان در شهرهای بزرگ ترکیه، استانبول و آنکارا حضور چشمگیری دارند. در سایر شهرهای ترکیه از قبیل ترابوزان و ارزروم نیز اقلیتی از جوامع ایرانی سکونت می‌کنند. ایرانی‌های ترکیه جمعیت و پراکنش قابل ملاحظه‌ای به عنوان گروه قومی مهاجر دارند، نفوس ایرانیان در ترکیه در سال ۱۹۹۰ میلادی، حدود ۷٬۸۳۱ نفر برآورد شده‌بود. اما در سال ۲۰۰۹ میلادی، اتنولوگ جمعیت فارسی‌زبانان ایران را ۵۰۰٬۰۰۰ نفر و جمعیت آذری‌های ایران را در سال ۲۰۱۰ میلادی ۵۳۰٬۰۰۰ نفر اعلام کرده‌بود (این رقم شامل آذری‌های بومی ترکیه در حاشیه مرز ایران، ترکیه و جمهوری آذربایجان در استان قارص و ایغدیر نیز می‌شود). مهاجرت زیادی از سوی ایرانیان آذری به سمت استانبول صورت گرفته‌است. محله خان والده در ناحی اروپایی فاتح استانبول از مهم‌ترین و پرجمعیت‌ترین سکونتگاه‌های ایرانیان می‌باشد، که تجار زیادی از تبریز، شبستر و خوی در آنجا مشغول به فعالیت می‌باشند. مسجد والده خان؛ مسجدی قدیمی به سال تأسیس ۱۳۲۹ هجری خورشیدی در این محله ایرانی بنیان‌گذاری شده‌است. نهاد زیبکچی وزیر اقتصاد ترکیه در مصاحبه‌ای اعلام کرد که ۳۳۵۰ شرکت با سرمایهٔ ۱۰۱ میلیون دلاری اتباع ایرانی در ترکیه فعالیت می‌کنند. از سرشناسان ایرانی در ترکیه می‌توان از حسن تقی‌زاده، تقی رفعت، حیدر حاتمی، ثمین باغچه بان و رضا ضراب را نام برد، که مدتی را در ترکیه به سر برده‌اند.

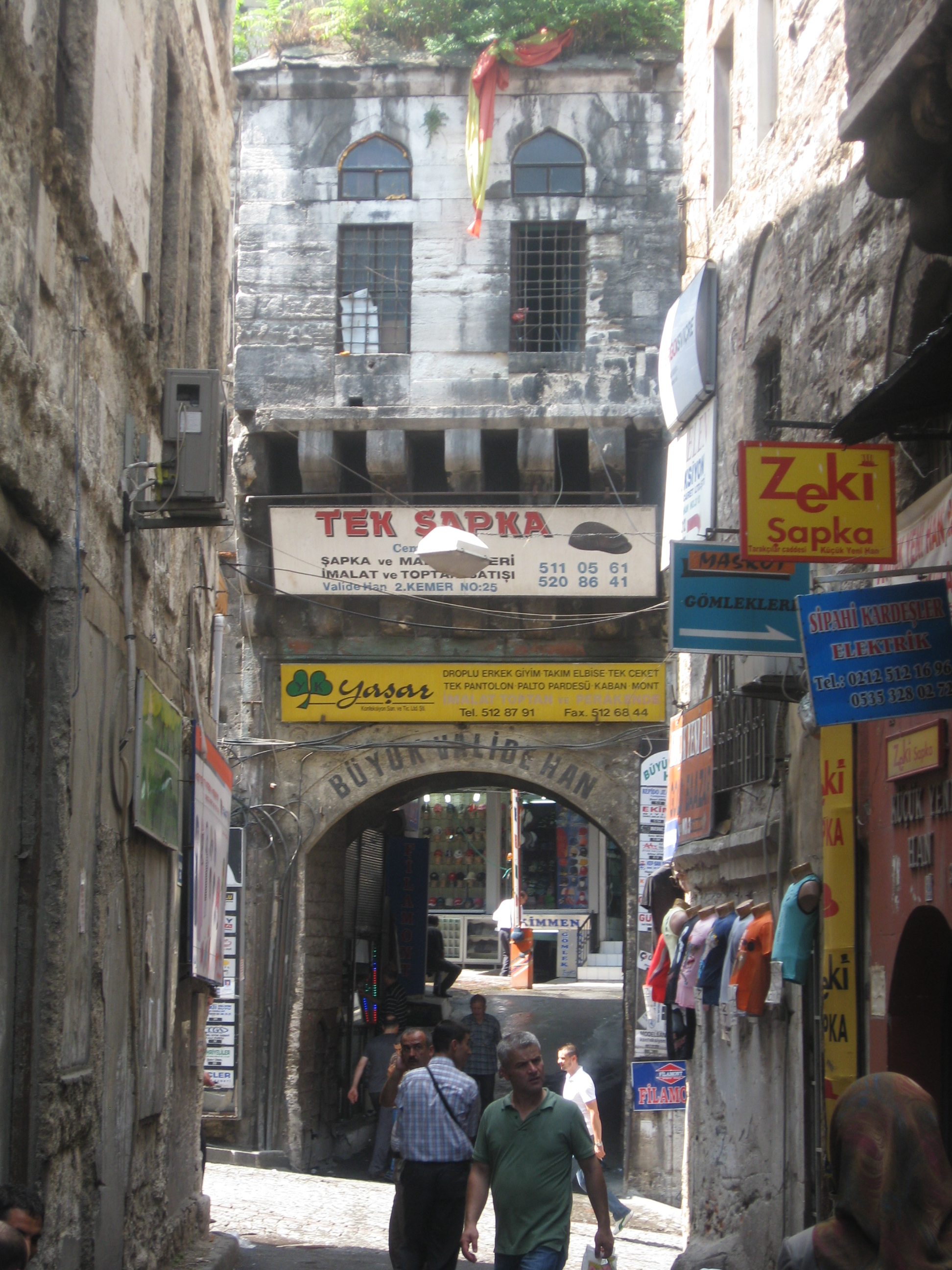
دروازه ورودی خان والده که مهم‌ترین محله ایرانیان در استانبول می‌باشد

### افغانستانی‌های ترکیه
- مقاله اصلی :افغان‌ها در ترکیه

افغان‌ها در ترکیه (انگلیسی: Afghans in Turkey) به معنای واقعی کلمه هزاران نفر هستند و به‌طور عمده از مهاجران طی ۳۵ سال گذشته تشکیل شده‌است.
جمعیت افغان‌ها در ترکیه در سال ۲۰۱۷ بیش از ۱۲۰ هزار نفر اعلام شده‌است.

### آلمانی‌های ترکیه
- مقاله اصلی :آلمانی‌ها در ترکیه

آلمانی‌ها در ترکیه (انگلیسی: Germans in Turkey) حدود ۵۰ هزار آلمانی هستند که در ترکیه زندگی می‌کنند و بیشتر آن‌ها آلمانی‌هایی هستند که با همسران ترک ازدواج کرده‌اند یا کارکنان، بازنشستگان و گردش گران طولانی مدتی هستند که در مناطق ساحلی ترکیه املاکی را خریداری کرده‌اند و اغلب آن‌ها، بیشتر زمان‌های سال را در این کشور ساکن هستند. به علاوه، بسیاری از آلمانی‌های ترک تبار به ترکیه بازگشته و ساکن شده‌اند و این چیز غیرمعمولی نیست که در خیابان‌های استانبول ترک‌ها به زبان آلمانی صحبت کنند.

### یونانی‌های ترکیه
- مقاله اصلی :یونانی‌ها در ترکیه
- مقاله مرتبط :نسل‌کشی یونانیان

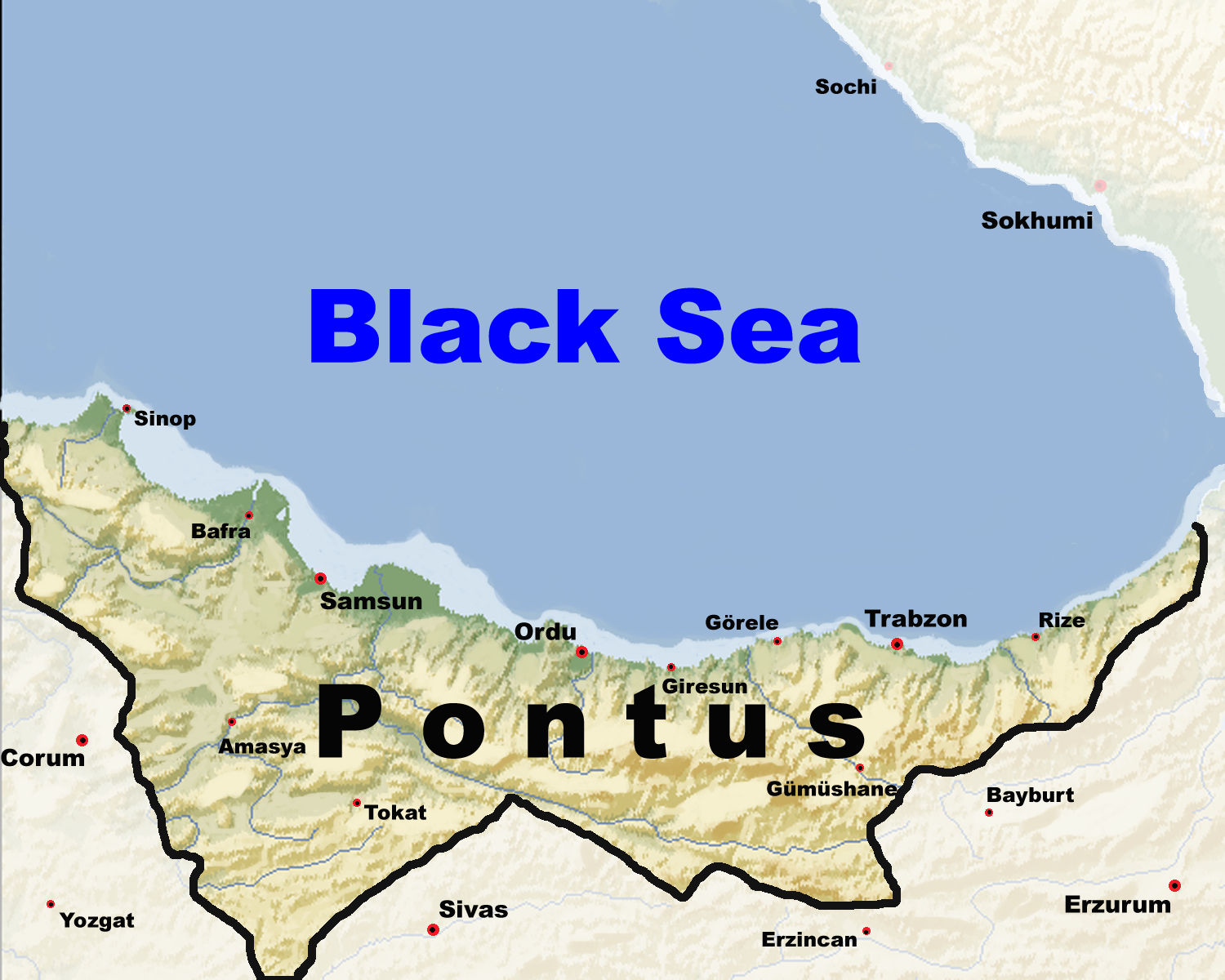
منطقهٔ تاریخی پونتوس که از زمان پیش از میلاد مسیح و تا قبل از فاجعهٔ نسل‌کشی، سکونت‌گاه بیشتر مردم یونانی مقیم آناتولی بوده‌است.

یونانی‌ها در ترکیه (ترکی استانبولی: Rumlar) جمعیتی از یونانیان و مسیحیان یونانی زبان ارتدوکس شرقی هستند که بیشتر در استانبول و دو جزیره غربی ورودی به تنگه داردانل یعنی تندوس و امبروس زندگی می‌کنند. آن‌ها باقی‌مانده ۲۰۰ هزار یونانی برآورد شده‌ای هستند که تحت قوانین پیمان نامه مربوط به تبادل جمعیت‌های یونانی و ترک باقی‌مانده در پی تبادل جمعیتی سال ۱۹۲۳ میلادی، به صورت اجباری جابه‌جا شدند به این ترتیب که حدود ۱٬۵۰۰٬۰۰۰ میلیون نفر یونانی از فلات آناتولی و تراس شرقی به یونان و حدود ۵۰۰ هزار ترک از یونان (به جز تراس غربی) به ترکیه منتقل شدند.
در طی جنگ جهانی اول و پیامدهای آن (۱۹۲۳–۱۹۱۴) که منجر به فروپاشی امپراتوری عثمانی گردید، دولت‌مردان عثمانی دست به کشتار همه‌جانبهٔ جمعیت یونانی باقی‌مانده در امپراتوری عثمانی (که در آن زمان بیشتر در شمال آناتولی ساکن بودند) زدند. این عملیات شامل کشتار مردم عادی و تبعیدهای اجباری زنان و بچه‌ها نیز بود که در خلال این تبعیدها به دلیل نبود آذوقه و دشواری راه جان می‌باختند. بنابر منابع متعدد صدها هزار یونانی مستقر در عثمانی در خلال این نسل‌کشی جان باختند و تنها شمار کمی از نجات‌یافتگان (به‌ویژه آن‌هایی که در مناطق شرقی آناتولی مستقر بودند) به کشورهای همسایه به ویژه روسیه پناهنده شدند. با این حال پس از پایان جنگ‌های یونان و ترکیه (۱۹۲۲-۱۹۱۹) بیشتر بازماندگان نسل‌کشی در خلال قراردادهای میان دو کشور در سال ۱۹۲۳ از زمین‌های خود رانده شده و به یونان فرستاده شدند.
دولت کنونی ترکیه به عنوان وارث امپراتوری عثمانی، مدعی است که دلیل انجام این اعمال از سوی دولت عثمانی چیزی جز دفاع از خود نبوده‌است. دولت‌مردان ترکیه همچنین ادعا می‌کنند «از آن‌جایی که دولت عثمانی احساس کرده بود یونانی‌ها با کشورهای دشمن آن‌ها، از جمله روسیه همکاری می‌کنند با این کشتارها به دفاع از خود برخاسته‌است. بدین خاطر این کار نباید نسل‌کشی خوانده شود.» این در حالیست که کشورهای عضو متفقین در جنگ جهانی اول دیدگاه متفاوتی دارند. از دید آن‌ها کشتار و قتل‌عام یونانیان مستقر در عثمانی توسط دولت این کشور باید به عنوان جنایت علیه بشریت قلمداد شود.

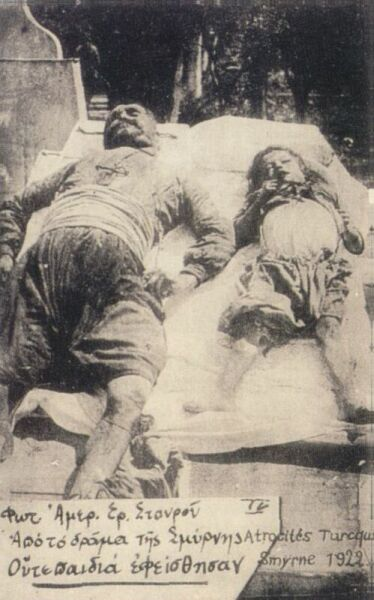
جسد کودک قربانی در کنار بزرگسالان. این عکس نشان‌دهندهٔ وسعت فاجعه‌است که در آن حتی به کودکان خردسال نیز رحم نمی‌شد. (سال ۱۹۲۲)

در مورد تلفات انسانی، منابع متعدد از مرگ ۳۰۰٫۰۰۰ تا ۳۶۰٫۰۰۰ یونانی تنها در منطقهٔ پونتوس خبر می‌دهند. اما نتایج آمار یونانیان کشته‌شده در تمام منطقه آناتولی حاکی از بیشتر بودن تعداد کل قربانیان نسبت به این تعداد است.
بر اساس گزارش‌های اتحاد بین‌المللی حقوق و آزادی مردم، مریل پترسون، پروفسور تاریخ دانشگاه ویرجینیا، بر طبق اسناد معتبر تعداد کل یونانیان کشته شده در منطقهٔ پونتوس را ۳۶۰٫۰۰۰ نفر ذکر می‌کند. «تعداد کشته‌شدگان یونانی در منطقهٔ پونتوس از زمان آغاز جنگ جهانی اول تا ماه مارچ سال ۱۹۲۴ میلادی ۳۵۰٫۰۰۰ نفر تخمین زده می‌شود که در نتیجهٔ قتل‌ها، دار زدن‌ها، بیماری و دیگر سختگیری‌های اعمال شده توسط ترکان صورت گرفته‌است.»
کنستانتین هاتزیدیمیتریو می‌نویسد که «تعداد کل کشته‌شدگان یونانی مستقر در آناتولی در طول جنگ جهانی اول و پیامدهای بعدی آن ۷۳۵٫۳۷۰ نفر است.» در مورد تعداد قربانیان تأکید می‌کند که «بر اساس مدارک رسمی به‌جامانده، ترک‌ها از سال ۱۹۱۴ میلادی ۱٫۵۰۰٫۰۰۰ ارمنی و ۵۰۰٫۰۰۰ یونانی که شامل مردان، زنان و حتی کودکان بودند را با خونسردی تمام به طرز فجیعی سلاخی کردند.» گزارش شده‌است که در کنفرانس لوزان (در اواخر سال ۱۹۲۲ میلادی) وزیر امور خارجه بریتانیا لرد کرزن در خلال بیاناتش اظهار کرده‌است که «یک میلیون یونانی در آناتولی کشته شده، تبعید گشته یا در اثر گرسنگی جان باخته‌اند.» همانند تمام نسل‌کشی‌ها هیچ توافق نظری مبنی بر اینکه دقیقاً چه تعداد یونانی در نتیجهٔ برنامه نسل‌کشی ترکان عثمانی کشته شده‌اند وجود ندارد اما به‌طور جامع پذیرفته شده‌است که نزدیک به یک میلیون یونانی در خلال سال‌های ۱۹۱۴ تا ۱۹۲۳ در نتیجهٔ قتل‌عام‌ها و تبعیدهای اجباری جان خود را از دست داده‌اند. تحقیقات آماری اخیر نیز نشان می‌دهد که تعداد کل قربانیان بین ۷۳۰٫۰۰۰ تا۱٫۷۰۰٫۰۰۰ نفر بوده‌است.

### یهودی‌های ترکیه
- مقاله اصلی :تاریخ یهودیان در ترکیه
- مقاله مرتبط :یهودستیزی در ترکیه

یهودیان در منطقه‌ای که امروزه ترکیه نامیده می‌شود از حدود ۲۴۰۰ سال پیش ساکن هستند. از زمان قرن پنجم قبل از میلاد در منطقه آسیای میانه جمعیت‌های یهودی وجود داشته‌است. بعد از اخراج یهودیان از اسپانیا و پرتغال در سال ۱۴۹۲ میلادی، امپراطوری عثمانی بیشتر این یهودیان را جذب کرده و دارای جمعیت یهودی زیادی شد. با اینکه بعد از تأسیس کشور اسرائیل بسیاری از یهودیان از ترکیه مهاجرت کردند، این منطقه هنوز هم دارای جمعیت یهودی قابل توجهی است. به‌طور تقریبی حدود ۳۰ هزار نفر یهودی در ترکیه و ۸۰ هزار نفر یهودی ترکیه‌ای در اسرائیل زندگی می‌کنند.

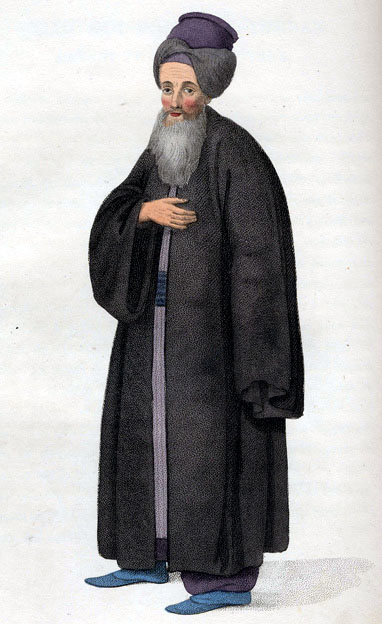
مرد یهودی در امپراطوری عثمانی.

### کولی‌های ترکیه
- مقاله اصلی :مردم کولی در ترکیه

مردم کولی در ترکیه (ترکی استانبولی: Türkiye'deki Romanlar) یا کولی‌ها در ترکیه یک اقلیت قومی در ترکیه هستند. طبق آمار رسمی حدود ۵۰۰٬۰۰۰ هزار نفر از مردم ترکیه کولی (غربتی) هستند. طبق برآوردهای مختلف ترکیه‌ای و غیر ترکیه‌ای حدود ۴ تا ۵ میلیون نفر از مردم ترکیه از نژاد کولی‌ها هستند در حالی که طبق آمار ترکیه فقط ۰٫۰۵ درصد از مردم ترکیه کولی هستند. اصلیت قومی و نژادی کولی‌ها از شمال غربی هند (راجستان و پنجاب) است. زبان رومنی، رومایی، جیپسی، چیپ، زرگری  زبانی است که مردم کولی به آن سخن می‌گویند و در زمره زبان‌های هندو آریائی است. کولی (غربتی) نام گروه‌های پراکندهٔ قومی است که در کشورهای مختلف دنیا به‌ویژه در اروپا و ترکیه به سر می‌برند. کولی‌ها در سرتاسر دنیا به خواندن، رقصیدن شهرت دارند و مردمانی دوره‌گرد و خانه به‌دوش هستند که بیشتر در گذشته با اجرای برنامه‌های رقص و آواز در مسیر کوچ خود مردم را سرگرم می‌کردند، فال آن‌ها را می‌گرفتند، کف‌بینی می‌کردند و در کنار آن به کارهای دیگری همچون آهنگری نیز می‌پرداختند. خصوصیات فردی و رفتار اجتماعی، آنان را به کاست‌های موجود در هند شبیه ساخته‌است.

### ترک‌های آفریقایی‌تبار
- مقاله اصلی :ترک‌های آفریقایی‌تبار

ترک‌های افریقایی‌تبار یا آفرو ترک‌ها، مردمانی با نژاد آفریقایی در ترکیه هستند. ترک آفریقایی واژه‌ای تازه است و در اصطلاح در ترکیه به این مردم عرب (Arap) یا زنجی(zenci) گفته می‌شود. در حال حاضر در ترکیه به این مردمان Afrika kökenli Türkler به معنی ترک‌های با ریشه آفریقایی گفته می‌شود. چندین سده پیش برخی از مردمان آفریقایی معمولاً از راه زنگبار و از مکان‌های چون عربستان سعودی، نیجر، لیبی، کنیا و سودان وارد امپراتوری عثمانی شدند و در مکان‌های چون ماناوغات، دالامان، مندرس، گئدیز، چوکوروا ساکن شدند. در سده نوزدهم در ازمیر جوامع آفریقایی تباری در محله‌های چون سابیرتاشی، دولاپکویو، تاماشالیک، ایکی چشمه‌لیک و بالیک کویو ذکر شده‌است. برخی نیز در سال ۱۹۲۳ پس از تبادل جمعیت میان ترکیه و یونان از جزیره کرت آمدند و عموماً در پیرامون دریای اژه یه ویژه ازمیر ساکن شدند. ترک‌های آفریقایی‌تباری که در آیوالیک زندگی می‌کنند، می‌گویند نیاکان آنان که از جزیره کرت آمدند یونانی صحبت می‌کردند و پس از آن، زمانی که به ترکیه فرستاده شدند ترکی یادگرفتند. ترک‌های آفریقایی‌تباری که در ازمیر زندگی می‌کنند تا سال ۱۹۶۰ جشنی به نام دانا بایرامی (جشن گوساله) برگزار می‌کردند. امروزه این جشن در میان جوانان این قوم دوباره زنده گشته‌است.

## اقلیت‌های مذهبی

### یهودی‌ها
- مقاله اصلی :تاریخ یهودیان در ترکیه
- مقاله مرتبط :یهودستیزی در ترکیه

اولین کنیسه یهودی در امپراطوری عثمانی در سال ۱۳۲۴ در بورسا تشکیل شد که عتز هاحییم (עץ החיים درخت زندگی) نام داشت. این کنیسه امروزه پابرجاست. وضعیت یهودیان در امپراطوری عثمانی معمولاً با خصوصیات سلطان وقت ارتباط داشت. به‌طور مثال مراد سوم اعتقاد داشت که غیرمسلمانان باید دارای وضعیت ذمی‌باشند ولیکن بقیه سلطانهای عثمانی اکثراً ملایمتر بودند. اولین اتفاق مهم در تاریخ یهودیان در عثمانی بعد از فتح قستنطنیه اتفاق افتاد. محمد دوم مشاهده کردکه شهر قستنطنیه در وضعیت بسیار خرابی است و اودستور داد یهودیان زیادی به این شهر منتقل شوند. در این زمان یهودیان ۱۰ درصد جمعیت شهر را تشکیل می‌دادند. تعداد یهودیان محلی به تدریج در مقایسه با یهودیان اشکنازی که از اروپا فرار می‌کردند کم شد. ربیهای اشکنازی مهاجر بقیه یهودیان اروپا را تشویق به مهاجرت می‌کردند و وضعیت خود را تحت سلطه ترکان عثمانی بهتر از وضعیت خود در بین مسیحیان اروپا می‌دیدند. مهم‌ترین اتفاق در تاریخ یهودیان در زمان دستور الحمبرا اتفاق افتاد. بعد از اخراج یهودیان از اسپانیا، پرتغال، ایتالیا و سیسیلی شاه عثمانی بایزید دوم دعوتنامه رسمی برای این یهودیان فرستاد و از آنان خواست که به عثمانی مهاجرت کنند. از این زمان جمعیت یهودیان در عثمانی به شدت افزایش یافت. بیشتر این یهودیان به قستنطنیه و سالونیکا مهاجرت کردند.

### مسلمان‌ها

#### علویان (ترکیه)
- مقاله اصلی :علویان (ترکیه)

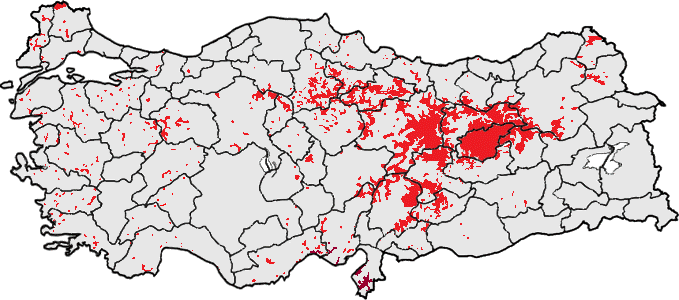
پراکنش علوی‌های ترکیه

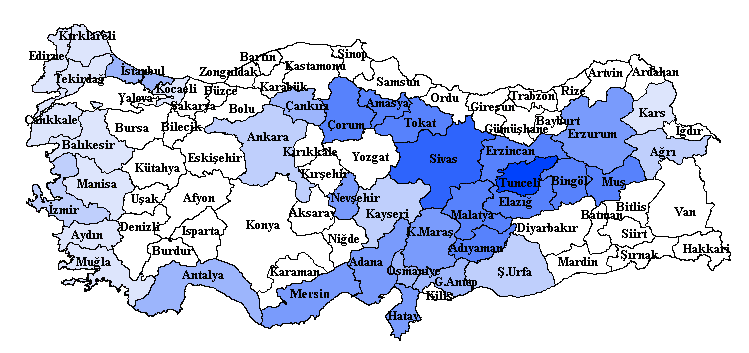
نقشه و اسامی استان‌های علوی نشین در ترکیه، رنگ آبی پررنگ‌تر نشان از جمعیت بیشتر علوی دارد.

علویان (ترکی: Aleviler، کردی:Elewî) پیروان شاخه‌ای از اسلام هستند. بیشتر پیروان آن در ترکیه و کمی در سوریه‌اند. علویان را می‌توان شاخه‌ای از شیعیان دوازده امامی دانست.
علویان ازین جهت که ستایشگر حاجی بکتاش والی هستند، دیدگاه تنگاتنگی با بکتاشیه دارند. گروه‌های قومی علویان را ترکان آناتولی، مردم آذری، تاتارها، کردها، زازاها و ترکمن‌ها تشکیل می‌دهند. آمار دقیقی از جمعیت علویان در ترکیه در دست نیست. اساسی‌ترین دلیل این موضوع می‌تواند آزارها و رنجش‌های تاریخی گروه‌های سنی تندرو که کمابیش نیز ضد علویان رخ می‌دهند، باشد. جمعیت این گروه ۲۵ میلیون برآورد می‌شود. (۳۰٪ کل جمعیت ترکیه) بسیاری از ترکان آناتولی و ترکمن‌ها و کردها و زازاهای ترکیه را علویان تشکیل می‌دهند، بیشتر کردهای کردستان ترکیه علوی می‌باشند. پیشینه تمرکز علویان در استان تونج‌ایلی (با نام پیشین درسیم) می‌باشد. بر خلاف ساختار بکتاشی‌ها و صوفیان که رهبری بر پایهٔ سلسله است، رهبری علویان موروثی است که برگرفته از ساختار رهبری صفویه است. نزدیک به ۱۰٪ علویان سید‌اند. رهبران علوی با نام‌های پیر مرشدها رهبر دده شناخته می‌شوند. بر خلاف باور به برابری زن مرد، رهبری ویژه مردان است.

#### علویان (سوریه)
- مقاله اصلی :علویان (سوریه)

هم‌اکنون علویان سوریه بیشتر در سواحل سوریه و استان ختای در ترکیه تمرکز دارند. به‌طور تقریبی سیزده درصد جمعیت سوریه علوی هستند. در سوریه آن‌ها قدرت سیاسی قابل توجهی را به دست آورده‌اند.

#### شیعه
- مقاله اصلی :اسلام در ترکیه

طبق گزارش مجلس ملی ترکیه، نزدیک به سه میلیون شیعه در ترکیه زندگی می‌کنند که بیشتر آن‌ها آذری هستند. حدود نیم میلیون شیعه جعفری (فقه امامیه) در استانبول زندگی می‌کنند. محل اصلی سکونت ترکان آذری استان‌های قارص، ایغدیر و آغری است. این استان‌ها با توجه به این که در همسایگی کشورهای گرجستان، ارمنستان، آذربایجان و ایران قرار دارند، از اهمیت استراتژیکی برخوردارند. بخش زیادی از آذری‌ها که همگی شیعه هستند، به صورت گسترده رفته رفته به شهرهای بزرگ مهاجرت کردند. می‌توان گفت ترکان آذری نقش مهمی در گرایش دیگر قومیت‌های ساکن ترکیه به تشیع داشته‌اند.

### یزیدی‌ها
یزیدیان، ایزدی‌ها یا ایزدیان یا یزدانی‌ها (به کردی: Êzidî ئێزیدی) اقلیت مذهبی از کردها هستند که در شمال عراق، سوریه، جنوب شرقی ترکیه و قفقاز زندگی می‌کنند. شمار مهاجران ایزدی در چند دهه اخیر در اروپا رو به فزونی‌ست. ایزدیان به زبان کردی با گویش کرمانجی صحبت می‌کنند. آیین ایشان، ایزیدی با ایمان بر تنها یزدان پاک مسلط است. یزدان پاک یا ایزد همان خدای زرتشتیان می‌باشد که در گویش کردهای ایزدی، متداول و مرسوم است. حدود ۵۰ تا ۱۰۰ هزار نفر یزیدی در ترکیه زندگی می‌کنند.